# Joël Robuchon

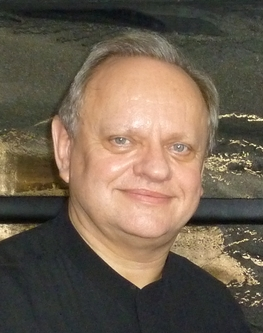
Joël Robuchon, 2010.

Joël Robuchon, född 7 april 1945 i Poitiers i Frankrike, död 6 augusti 2018 i Genève i Schweiz, var en fransk kock, traktör, författare, TV-programledare och TV-kock.
Han var en av de mer framträdande franska kockarna under sitt yrkesliv. Han ägde och drev totalt 39 restauranger under sin livstid, vid hans död ägde han 13 restauranger såsom Restaurant Joël Robuchon Monte-Carlo och Yoshi i Monaco. Restaurangerna hade totalt 31 Michelinstjärnor, år 2016 hade han dock 32 Michelinstjärnor vilket är det högsta antalet Michelinstjärnor som en traktör har innehaft någonsin.
År 1974 utsågs han till chefskock för lyxhotellet Hôtel Concorde La Fayette i Paris. Två år senare blev han tilldelad utmärkelsen Meilleur Ouvrier de France, som bästa franska arbetare inom restaurangnäringen. År 1981 öppnade han sin första restaurang Jamin, som belönades med tre Michelinstjärnor under de tre efterföljande åren. År 1990 blev Robuchon också utnämnd till århundradets bästa kock av restaurangguiden Gault Millau. År 1994 blev hans restaurang Jamin utnämnd till världens bästa restaurang av morgontidningen International Herald Tribune. Robuchon hade också blivit utnämnd till officerare av Hederslegionen.
Han författade också många kokböcker och var programledare för matprogram på TV. Han hade också varit ordförande för den gastronomiska encyklopedin Larousse Gastronomique.
Den 6 augusti 2018 avled Robuchon i sviterna av bukspottkörtelcancer vid 73 års ålder.